# Vertu
Vertu ist ein Hersteller von Luxus-Mobiltelefonen. Das Unternehmen wurde im Jahr 1998 von Nokia gegründet und im Oktober 2012 an den schwedischen Finanzinvestor EQT verkauft, der das Unternehmen im November 2015 an die chinesische Godin Holdings mit Sitz in Hongkong veräußerte, die ihrerseits 2017 das Unternehmen an den Pariser Geschäftsmann Hakan Uzan verkaufte. Noch im selben Jahr begab sich das Unternehmen in die freiwillige Liquidation und schloss seine Produktionsstätte.  Vertu hatte seinen Hauptsitz in Hampshire in England. Niederlassungen mit regionaler Zuständigkeit befanden sich in New York, Singapur und Hongkong. Die Marke wurde von Hakan Uzans Vertu AK France fortgeführt. Ein neuer chinesischer Besitzer übernahm die Marke im Jahr 2017, wenigstens seit 2022 werden unter der Marke wieder Smartphones angeboten.

## Geschichte

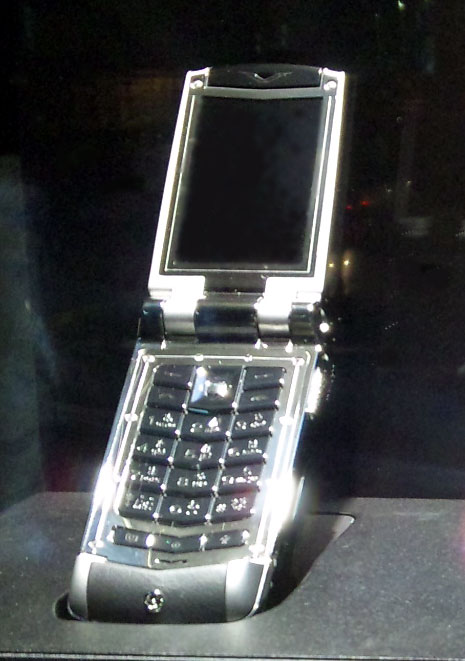
Mobiltelefon

1995 hatte Frank Nuovo die Idee, eine Luxus-Mobiltelefon-Manufaktur ins Leben zu rufen. Nach ersten Gesprächen im Jahre 1997 mit dem Technologie-Partner Nokia wurde Vertu 1998 als dessen zunächst unabhängiges Tochterunternehmen gegründet. Frank Nuovo war damals Chefdesigner bei Vertu. Nach etwa fünfjähriger Entwicklungsarbeit wurde 2002 die erste Kollektion „Signature“ der Öffentlichkeit vorgestellt. Im selben Jahr erfolgte die Markteinführung von Vertu-Produkten in Europa, zuerst auf der Rue Royale in Paris.
2015 wurde das Unternehmen an eine Hongkonger Holding veräußert, die es ihrerseits im März 2017 dem Pariser Geschäftsmann Hakan Uzan verkaufte. Im Juli 2017 beantragten die Aktionäre Insolvenzschutz. Das Unternehmen begab sich in die freiwillige Liquidation, nachdem Pläne zu seiner Rettung gescheitert waren. Die 200 verbliebenen Mitarbeiter verloren damit ihre Bezahlung. Am 13. Juli 2017 berichtete die Financial Times, dass Vertu seine Produktionsstätte auf Grund finanzieller Probleme schließen muss. Vorangegangen sind verschiedene Inhaberwechsel mit nicht transparenten Geldflüssen. Die Concierge-Dienste wurden 2017 eingestellt. 2018 wurde mit dem Aster P ein neues Gerät veröffentlicht, das jedoch nur in China bestellbar war.  Im Mai 2020 wurde die ehemalige Produktionsstätte in England abgerissen.

## Produkte
Die Kollektionen des Herstellers heißen „Signature“, „Constellation“, „Ascent“ und „Vertu Ti“; zusätzlich gab es Kooperationen unter anderem mit Ferrari und dem Juwelier Boucheron. Vertu verwendet in seinen Geräten Materialien wie zum Beispiel Gold, Platin, Liquidmetal, Diamanten, Keramik und Carbon. Zu den meisten Kollektionen werden limitierte Editionen vorgestellt.

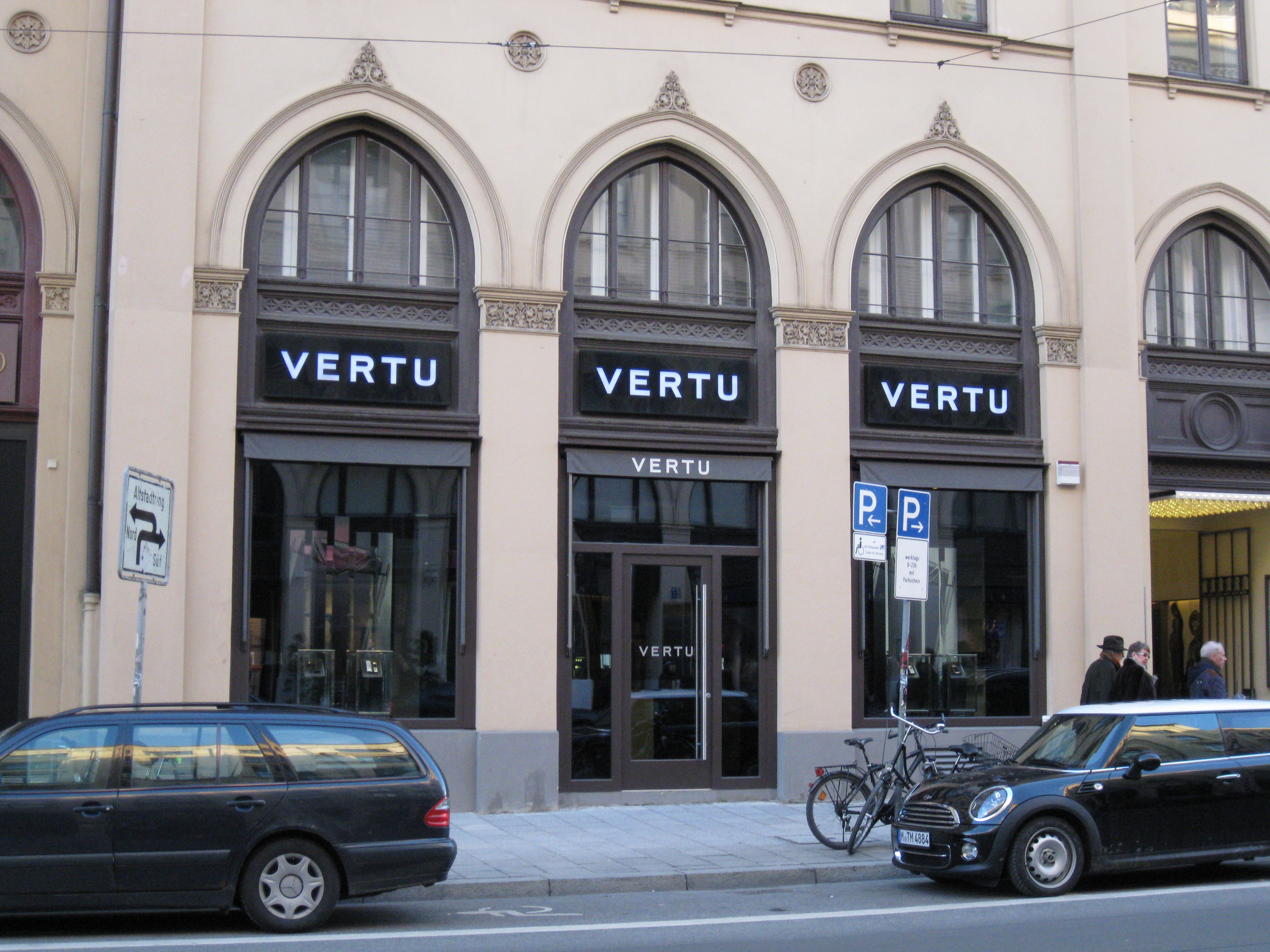
Ehemaliges Geschäft von Vertu in der Maximilianstrasse, München

Technisch wurden die Produkte von Vertu als mittelmäßig oder sogar veraltet beurteilt. Wired nannte die Vertu-Produkte „geschmacklosen Müll“ (tasteless trash).
Ein Spitzenprodukt der Produktfamilie war das Vertu Ti, das im Februar 2013 vorgestellt wurde. Das Android-Smartphone verfügt über 64 Gigabyte internen Speicher, eine 8 Megapixel-Kamera, eine 1,3 Megapixel Frontkamera und ein 3,7 Zoll großes LC-Display mit Multitouch-Fähigkeit. Die Klingel- und Alarmtöne wurden exklusiv vom Londoner Symphonieorchester aufgenommen. Das Soundsystem wurde in Zusammenarbeit mit Bang & Olufsen entwickelt.
Eine Besonderheit der Vertu-Handsets war der sogenannte „Concierge-Service“, durch den sich Vertu-Kunden rund um die Uhr unterstützen lassen konnten, indem ihnen bei individuellen Wünschen geholfen wurde. Es können z. B. Hotels gebucht, Ferien organisiert oder Einladungen zu einer Vielfalt von Privatclubs und exklusiven Veranstaltungen angeboten werden.

## Produktion und Vertrieb
Die Vertu-Telefone wurden ausschließlich in Church Crookham in Handarbeit gefertigt, in einer Produktionsstätte, die seit 2017 leer stand und 2020 abgerissen wurde. Vertrieben wurden sie weltweit, teils in Eigenboutiquen, teils über Multibrand Stores. Vertu eröffnete im November 2008 die erste eigene Boutique in Deutschland in der Münchener Maximilianstraße. In Deutschland gab es etwa 30 Boutiquen, die Vertu-Produkte verkauften, darunter in Großstädten wie Berlin (KaDeWe), Bremen, Düsseldorf, Frankfurt am Main, Hamburg, Köln und Stuttgart.

## Entwicklung seit 2019

### Nach der Insolvenz und Werksrückbau (2019 – 2020)
Nach der freiwilligen Liquidation im Juli 2017, bei der etwa 200 Mitarbeitende entlassen wurden, wurde im Mai 2020 das Werk in Church Crookham abgerissen und durch ein Einzelhandelszentrum ersetzt.

### Wiederauferstehung mit Aster P (2018 – 2022)
Im Oktober 2018 kehrte Vertu zurück und präsentierte das Modell *Aster P* in Peking; vertrieben ausschließlich in China.

### Einstieg in Web3 und Luxus‑Smartphones (2022)
Im Oktober 2022 stellte Vertu das *Metavertu* vor – ein angeblich weltweit erstes „Web3‑Phone“ mit Snapdragon 8 Gen 1, bis 18 GB RAM und 1 TB Speicher. Das Gerät basiert technisch offensichtlich auf dem ZTE Nubia Z40 Pro, in Hongkong gefertigt.
Im Rahmen unabhängiger Tests und Analysen journalistischer Quellen wurde mehrfach festgestellt, dass das Vertu Metavertu technisch nahezu identisch mit dem ZTE Nubia Z40 Pro ist: Wired dokumentierte, dass die Hardware des Metavertu mindestens zehn Referenzen zu ZTE aufweist – „cameras, the battery, the ‘builder’ tag“ – was klar auf ein ODM-Verhältnis hinweist: ZTE stellt die Basis-Hardware, Vertu liefert das Luxus-Finish. Insgesamt kommen laut Wired fast alle technischen Merkmale überein: Kameramodule, Prozessor, Display-Specs und sogar der rote Power-Button entsprechen exakt dem Nubia Z40 Pro. Auch TechRadar resümiert, Vertu habe das „reshelled ZTE Nubia Z40 Pro“. Die Spezifikationen stimmten laut GSMArena nahezu vollständig überein – das Gerät wäre lediglich mit Premium-Materialien wie Diamanten oder Gold überzogen. Lokale China-Medien zitieren Nutzer, die auf auffallende Ähnlichkeiten zu ODM-Geräten verweisen und Vertu unterstellen, OEM-ZTE-Produkte mit einem Faktor‑10‑Aufpreis zu verkaufen.

### Internationalisierung & Metavertu 2 (2023 – 2024)
Im September 2023 präsentierte Vertu auf der Token2049 in Singapur das *Metavertu 2* mit Dual‑OS-/Dual‑Chip‑Architektur, Secure Element und Web3‑Fokus inklusive KI‑Assistent („zweites Gehirn“).

### Marktpräsenz & Positionierung (2024 – 2025)
2024 eröffnete Vertu in Ho-Chi-Minh-Stadt (Vietnam) seinen dritten Store (Caravelle Saigon) und setzte international auf Luxus‑Smartphones, darunter das Metavertu 2 ab ca. 4 725 USD (ca. 4 300 €). Insgesamt betreibt die Marke nach eigenen Angaben ca. 16 Boutiquen weltweit.

### Kritische Rezeption
- *Wired* bezeichnete Vertu 2023 als „Cockroach of phone companies“ und kritisierte das Metavertu als umgebautes ZTE-Handy mit Luxus-Finish[15].
- Notebookcheck lobt Technik und Web3‑Features, warnt aber vor fragwürdigen Datenschutzanforderungen[17].
- Decrypt betont die Luxus‑Preise von bis zu 41 000 USD für das Topmodell und die Kryptowährungs‑Ausrichtung[18].

## Übersicht ausgewählter Modelle und Preise
- Metavertu (2022) – Snapdragon 8 Gen 1, 1 TB, 18 GB RAM; Preise ab 2 787 £ (~3 330 USD) bis ca. 34 534 £ (~41 000 USD) für Himalaya Alligator, Gold & Diamanten[15][18].
- Metavertu 2 (2023–) – Dual‑OS, Secure Element, Hardware‑ZK, KI‑Agent, Luxus‑Materialien; Einstieg bei etwa 3 700–5 000 USD für Kalbsleder‑Modelle, edle Alligator‑Editionen bis ~55 000 USD[20][19].